# 朝鮮奨学会
公益財団法人朝鮮奨学会（ちょうせんしょうがくかい）は、日本の大学・高校に在籍する朝鮮人留学生（戦後に韓国人と朝鮮籍）に対する奨学・育英事業を行う為に設立された元文部科学省所管の財団法人である。

## 概要
大韓帝国に置かれた日本の在韓公使館内の学事部留学生督学事務課に設置された日本への朝鮮人留学生奨学金をルーツとしている。日韓併合後から戦前までは朝鮮総督府が監督する朝鮮人留学生の支援部署であった。1943年に10月1日に野口遵の全財産3,000万円（当時）の内500万円の寄付を受け、法人として設立、財団法人の認可を受ける。この時期の朝鮮半島からの留学生は2万人を数えた。
戦後は在日朝鮮人理事による奨学事業を再開させたが、直後の朝鮮戦争勃発により内部にも南北対立の余波が及び、混乱を招いた。その後、文部省の指導などにより朝鮮総連、韓国民団の所属理事数を同数にし、理事に日本人を加えるなどの立て直しが行われた。
財団自体は西新宿と代々木、大阪に所有するビルを基本財産とし、その運用益を奨学事業の原資に充てている。現在までに延べ6万人を超える奨学生に奨学金を給付しており、在日韓国人・朝鮮人学生と韓国からの留学生の支援に寄与している。なお、奨学事業対象者は学校教育法第1条で定められた教育機関（一条校）とされており、法律上、教育内容に日本政府の指導を受けない代わりに裁量で教育内容を決められる各種学校である全ての朝鮮学校、韓国的教育と英語教育に特に力を入れているために各種学校であるとことを選択した2校の韓国学校の生徒は対象外とされている。

## 沿革
- 1900年 - 大韓帝国日本公使館内に学事部留学生督学事務課を設置。
- 1910年 - 日韓併合に伴い朝鮮総督府留学生監督部に業務を移管。
- 1911年 - 8月、朝鮮総督府内に朝鮮教育会設立、同奨学部に改組。
- 1926年 - 本部事務所を現在地（新宿区西新宿）に移転。
- 1939年 - 朝鮮人協和会奨学部に業務移転。
- 1943年 - 10月、野口遵から500万円の寄付を受けて、財団法人認可。朝鮮奨学会に名称変更[1]。
- 1945年 - 8月、日本国敗戦。寄付行為を改定し在日朝鮮人主体の理事会を構成。
- 1950年 - 朝鮮戦争休戦。理事会内部の南北対立が深まり、業務に混乱をきたす。
- 1956年 - 所管の文部省学生課の指導により、総連3名、民団3名、日本人学識経験者3名による理事構成を採用。
- 1957年 - 新理事会により、奨学事業を再開。
- 1963年 - 新宿区代々木に別館ビルを建設。
- 1966年 - 本部ビル建て替え。
- 2000年 - 創立100周年を迎える。

## 主な出版物

### 定期刊行物
- 「セフルム」 - 広報誌。（年1回発行）
- 「学術論文集」 - 大学院奨学生、OB･OGの研究論文を収録。現在まで28集を刊行。（隔年発行）

### その他の刊行物
- 「国語テキスト」 - 韓国・朝鮮語の初学者向けテキスト本。2003年10月刊。

## 備考
終戦直後、朝鮮奨学会のビル内に朝鮮人共産主義者らが「在日本朝鮮人連盟結成中央準備委員会」の事務所を開所し、ここを拠点に政治犯釈放運動や日本共産党再建運動を展開した。